# Cylindera glabra
Cylindera glabra — вид хижих жуків-стрибунів родини турунові.
Дрібні жуки: 5,6-6,0 мм у довжину. Загальний колір тіла чорний з міднозеленими відблисками. Бокові краї передньоспинки та надкрил темносині, тоді як частини ротового апарату, антени й ноги — цегляночервоні. Верхня губа довга, має один зубець та 4 щетинки. Основи мандибул, стегон та вертлюги білуваті. Краї надкрил майже паралельні, на надкрилах наявні 2 білі плями.
Ендемік півдня острова Палаван (Філіппіни).
Належить до підроду Verticina.